# استخراج منیزیم از آب دریا
استخراج منیزیم از آب دریا (به انگلیسی: Extraction of magnesium from seawater) بدست آوردن منیزیم از آب‌های شور دریا را گویند که بیشتر به صورت کلرید منیزیم (Magnesium chloride) می‌باشد که بعد وارد مراحل بعدی استخراج می‌شود.
استخراج منیزیم از آب دریا در سال‌های اخیر، به خصوص در کشورهایی که با کمبود منابع معدنی مواجه اند اهمیت فراوانی یافته‌است. در آب دریا ۳٫۵ درصد نمک وجود دارد که ۵۵ درصد آن کلر، ۳۰ درصد آن سدیم، حدود ۷٫۷ درصد آن سولفات و ۳٫۷ درصد آن منیزیم می‌باشد. به‌طور کلی در یک میلیون لیتر آب دریا ۱٫۳ تن منیزیم وجود دارد.

## دلایل استخراج منیزیم از آب دریا
استخراج فلزات از آب دریا به‌طور کلی به دو دلیل مهم انجام می‌پذیرد، دلیل اول این که از یک سو منابع معدنی روی خشکی با خطر اتمام یا کاهش رو به رو اند، و دلیل دیگر این که برخی کشورها فاقد بعضی از منابع معدنی بوده یا با کمبود آن مواجه هستند. برای مثال کشور ژاپن، سرمایه‌گذاری فراوانی بر روی استخراج فلزاتی نظیر اورانیوم و لیتیوم از آب دریا انجام داده‌است.

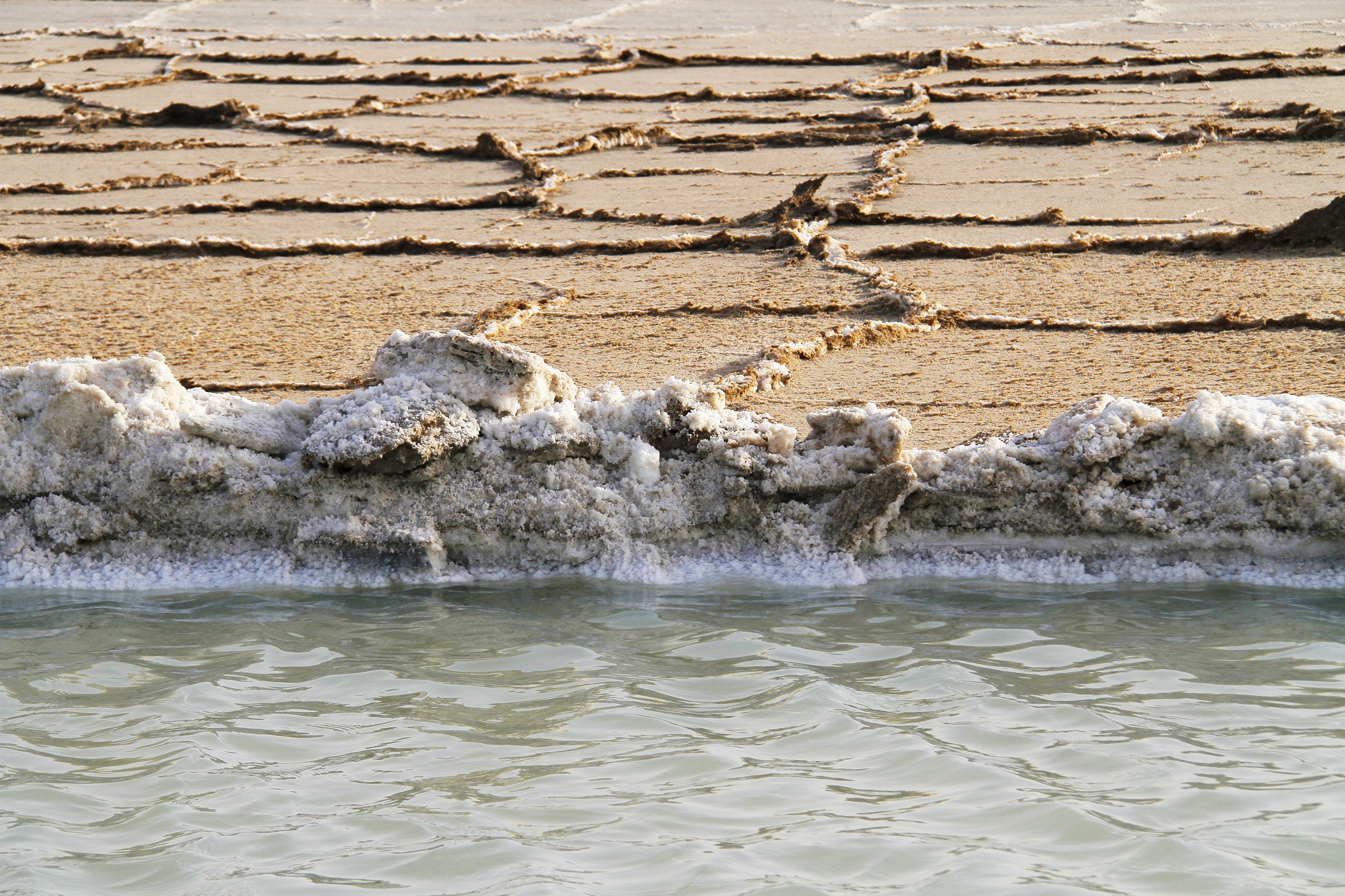
نمای نزدیک از کف دریاچه نمک

از طرف دیگر در طی فرایند نمک زدایی آب دریا که در سال‌های اخیر رونق بسیاری پیدا کرده‌است، شورآبه‌ای به دست می‌آید که دوباره به دریا برگردانده می‌شود. این موضوع می‌تواند خطرات زیست‌محیطی و اکولوژیکی را برای گیاهان و جانداران آن منطقه دربرداشته باشد. در سال‌های اخیر توجهات به این سمت رفته‌است که بتوان از این شورآبه نیز برای تولید فلزات مختلف استفاده کرد. تا هم از میزان خطرات زیست‌محیطی شورآبه‌ها کاسته شود و هم هزینه‌های کلی واحد نمک زدایی کاهش یابد.

## انواع روش‌های استخراج منیزیم از آب دریا
استخراج منیزیم از آب دریا به علت توجه بیش از پیش به این حوزه، امروزه به روش‌های مختلفی انجام می‌شود که عبارت‌اند از: روش‌های الکترولیتی، استفاده از رزین‌های تبادلگر یونی، استفاده از جاذب‌ها، استفاده از غشاهای اولترافیلتراسیون و نانوفیلتراسیون.

### روش‌های الکترولیتی
دو نوع فرایند الکترولیز جهت تولید منیزیم از آب دریا و شورآبه‌ها مورد استفاده قرار می‌گیرد که اختلاف عمده آن‌ها در درجه هیدراسیون منیزیم کلرید و طراحی سلول الکترولیز می‌باشد. شرکت آی جی فاربن اینداستری از نخستین شرکت‌هایی بود که در این زمینه گام برداشت و روش ابداعی این شرکت هم‌اکنون مبنای فرایند مورد استفاده به وسیله شرکت نروژی نرسک هیدرو که از تولیدکنندگان عمده این فلز در اروپا می‌باشد قرار دارد. در این فرایند که فرایند I نامگذاری شده‌است، منیزیم اکسید حاصله از مواد معدنی آب دریا را خشک کرده و همراه با یک ماده احیاء کننده مانند پودر زغال و محلول منیزیم کلرید به صورت بریکت درمی‌آورند. بریکت حاصله را کلسینه کرده و در دمای حدود ۱۱۰۰ درجه جهت تولید کلرید منیزیم مذاب، کلریده می‌کنند. آنگاه منیزیم کلرید به دست آمده مستقیماً به داخل سلول الکترولیز که در دمای ۷۴۰ درجه کار می‌کند تزریق می‌شود. سایر ترکیبات کلریدی مانند سدیم کلرید و کلسیم کلرید را جهت بهبود هدایت حرارتی و تغییر ویسکوزیته و چگالی الکترولیت اضافه می‌باشد. منیزیم به صورت قطراتی روی کاتد رسوب کرده و به طرف سطح الکترولیت رشد می‌کند، در حالی که کلر در آند متصاعد می‌گردد و جهت تولید کلرید منیزیم بازیافت می‌شود. دومین فرایند الکترولیز تولید منیزیم، به وسیله یک شرکت شیمیایی توسعه یافت و در بزرگترین واحد جهانی تولید منیزیم واقع در بندر تگزاس که منیزیم کلرید از آب دریا استخراج می‌کند، مورد استفاده قرار گرفت. منیزیم به صورت هیدروکسید در اثر افزودن آهک رسوب کرده و سپس در اسید کلریدریک حل می‌گردد.

### رزین‌های تبادلگر یونی
رزین‌های یونی شامل بار مثبت کاتیونی و بار منفی آنیونی می‌باشند که به گونهای که از نظر الکتریکی خنثی هستند. فرایند تبادل یونی واکنش شیمیایی بین یون‌های داخل فاز مایع و فاز جامد (رزین) می‌باشد. یون‌های خاصی در داخل مایع به صورت گزینشی توسط تبادلگر یونی جامد جذب می‌شود و به خاطر این که باید حالت خنثی الکتریکی برقرار گردد تبادلگر یون‌هایی را به داخل مایع آزاد کرده که جایگزین یون‌های جذب شده می‌شود. فرایند تبادل یونی به‌طور عمده در نرم سازی آب، جداسازی مواد معدنی، نمک زدایی و حذف نیتروژن به کار می‌رود. موراویو و همکاران از این روش و با استفاده از تبادلگر یونی اکریلیکی (R250-K) و متاکریلیکی (R249-K) در دماهای متفاوت، برای جداسازی منیزیم و کلسیم از آب دریا استفاده کردند. 

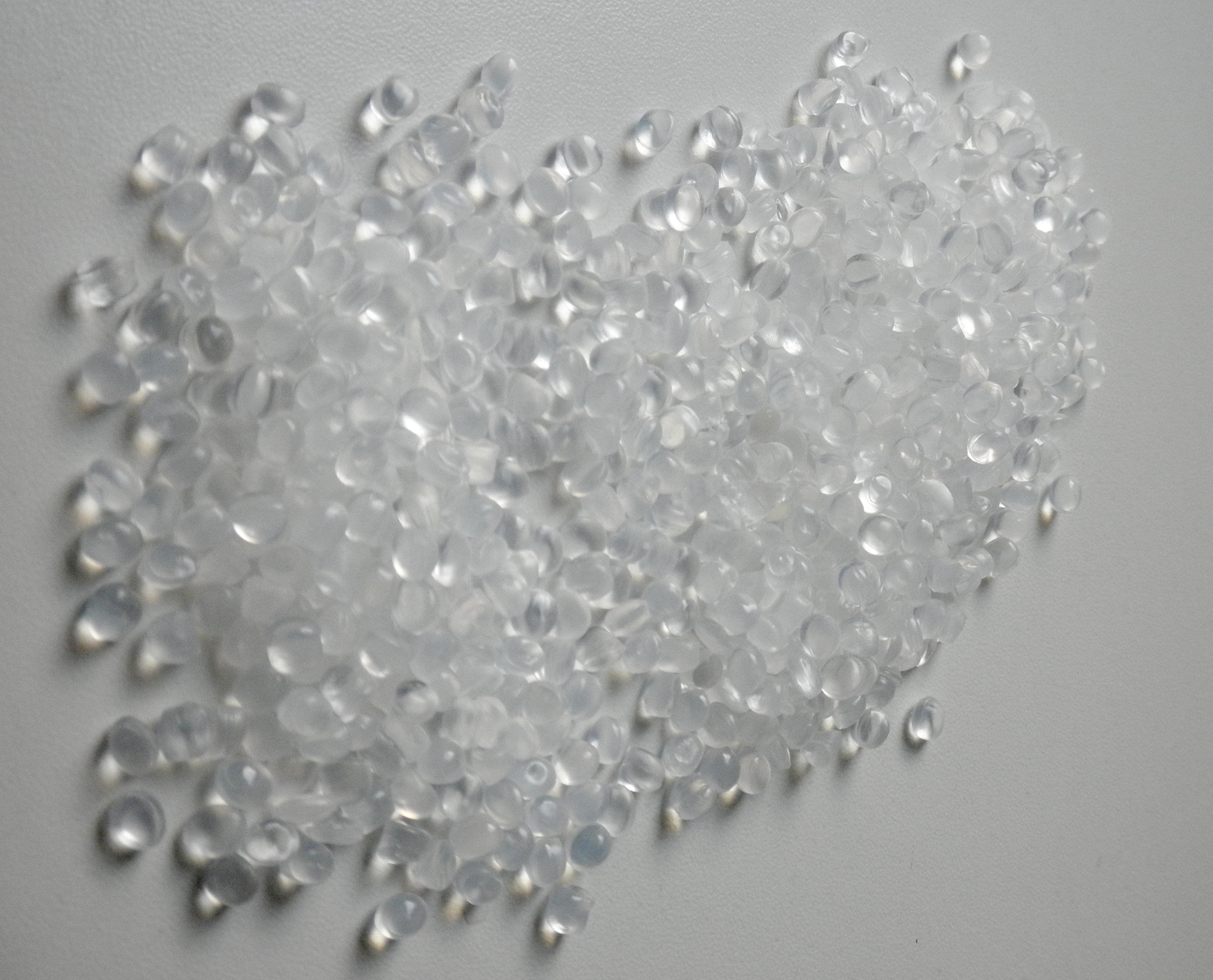
تصویر شماتیکی از گرانول‌های رزین‌های تبادلگر یونی

### جاذب‌ها
جذب سطحی فرایندی است که در آن آلودگی‌ها بر روی سطح جامد جذب می‌شوند. فرایند جذب عمدتاً به دلیل نیروی فیزیکی می‌باشد ولی در برخی مواقع پیوندهای شیمیایی ضعیف نیز در فرایند جذب شرکت می‌کنند. ذره ای که به سطح جاذب چسبیده می‌شود جذب شونده نامیده می‌شود. فرایند جذب توسط پارامترهای مختلفی نظیر دما، طبیعت جاذب و جذب شونده، حضور ذرات و آلودگی‌های دیگر، سایز آن‌ها و غیره کنترل می‌شود.
فرایند جذب معمولاً به تنهایی برای شیرین سازی آب و جذب عناصر موجود در آب استفاده می‌شود و در کنار آن از فرایندهای ترکیبی شامل جاذب و سایر فرایندها نظیر تبادلگرهای یونی، غشا و… نیز استفاده می‌گردد. مانند پژوهشی که آقای آقاخانی و همکاران در سال ۲۰۱۱ انجام دادند.

### غشاهای اولترافیلتراسیون
اواترافیلتراسیون فرایندی غشایی است که در آن نیاز به فشار زیادی برای جدایش ذرات حل شده و کلوییدی در مقایسه با سایر انواع غشاها نمی‌باشد، زیرا سایز حفرات در آن نسبت به سایر انواع غشاها (به غیر از مایکروفیلتراسیون) بزرگتر است. حفرات این نوع غشاها از مواد حل شده به صورت هیدراته یا کمپلکس‌های با جرم مولکولی کم بزرگ‌تر بوده و این نوع ذرات به راحتی از میان غشا عبور می‌کنند. از این رو، این نوع غشاها به تنهایی برای جداسازی فلزات کاربرد ندارد. در نتیجه معمولا از عوامل کمپلکس ساز مانند مواد فعال سطحی یا برخی از انواع پلیمرها به همراه غشای اواترافیلتراسیون استفاده می‌گردد که با در نظر گرفتن نوع عامل کمپلکس ساز، فرایند جداسازی فلزات به کمک غشای اواترافیلتراسیون به دو روش اواترافیلتراسیون بهبود یافته به کمک مایسل و اواترافیلتراسیون بهبود یافته به کمک پلیمر توسعه یافته‌است. 

تصویری شماتیک از فیلتراسیون ذرات کمپلکس شده.

این روش در مقالات، بیشتر به منظور حذف فلزات سنگین از پساب مورد استفاده قرار گرفته‌است اما در برخی از موارد به منظور حذف منیزیم نیز گزارش شده‌است. در اولترافیلتراسیون بهبود یافته به کمک مایسل از مواد فعال سطحی مانند سدیم دودسیل بنزن سولفات (SDS)، دوسیل بنزین سولفیت اسید، TX100، Brig35 و غیره استفاده می‌گردد؛ که این مواد با فلزات تشکیل کمپلکس داده و در این شرایط از غشا اولترافیلتراسیون عبور نمی‌کنند و از جریان آب جدا می‌شوند.
فرایند اواترافیلتراسیون بهبود یافته به کمک پلیمر نیز از برخی پلیمرها نظیر پلی اتیلن ایمان (PEI)، پلی اتیلن گلایکول (PEG)، پلی اکرلیک اسید (PAA) و غیره به منظور تشکیل کمپلکس بهره می‌برند.

### نانوفیلتراسیون
نانوفیلتراسیون شیوهای نوین و فرایندی ما بین اسمز معکوس و اولترافیلتراسیون است که وزن مولکولی قطع آن در حدود 10009-۳۰۰ دالتون برآورد می‌شود. جداسازی در نانوفیلتراسیون، هم شامل مکانیزم انحلال-نفوذ و هم مکانیزم غربال مولکولی می‌باشد.

## نتایج
استخراج فلزات از شورآبه‌های حاصل از فرایند نمک زدایی و آب دریا به دو دلیل زیست‌محیطی و کمبود منابع روی زمین، امری اجتناب ناپذیر می‌باشد. به همین علت فناوری‌های متنوعی به این منظور به کار گرفته شده که در خلال این مقاله به صورت مختصر به آن‌ها اشاره گردید. روش الکترولیز اگرچه قدیمی‌ترین روش و در عین حال پرکاربردترین روش می‌باشد، اما معایبی نظیر استفاده از مواد شیمیایی، هزینه بالا و اشغال فضای زیادی را دارا است که کاربرد آن در آینده را با تردیدهایی روبرو خواهد کرد. تبادلگرهای یونی نیز با وجود این که در سال‌های اخیر مورد توجه قرار گرفته‌اند اما هزینهٔ بالا و مصرف مواد شیمیایی از جمله معایب آنها می‌باشد. فناوری غشایی اما به دلایلی نظیر کارایی بالا در اجرا، عملکرد و بهره‌برداری آسان و حجم اشغالی کم و نیاز حداقلی به نیروی کار ماهر بسیار مورد توجه قرار گرفته‌است؛ اگرچه مشکلاتی نظیر گرفتگی نیز دارد. به نظر می‌رسد که با روندی که از مقالات اخیر قابل درک است، تکنولوژی غشایی به پرکاربردترین روش به منظور جداسازی فلزات از آب دریا تبدیل خواهد گردید.